# Keck (Familienname)
Keck ist ein deutscher Familienname.

## Namensträger
- Adolf Keck (1867–1944), deutscher Pfarrer und Politiker, MdL Braunschweig
- Albert Keck (1930–1990), deutscher Fußballspieler
- Alexander Keck (1724–1804), deutscher Jesuit, Pädagoge und Musiker
- Annette Keck (* 1963), deutsche Germanistin und Hochschullehrerin
- Anthony Keck (1726–1797), britischer Architekt
- David D. Keck (David Daniel Keck; 1903–1995), US-amerikanischer Botaniker
- Dietmar Keck (* 1957), österreichischer Politiker (SPÖ)
- Donald Keck (* 1941), US-amerikanischer Physiker
- Elias Keck (* 2003), deutscher Skilangläufer
- Emil Keck (1867–1935), deutscher Memaler, Zeichner und Restaurator
- Erika Keck (1900–1990), deutsche Politikerin
- Franz Keck, deutscher Schauspieler
- Fridolin Keck (* 1943), deutscher Geistlicher, Generalvikar in Freiburg
- Gérard Keck, französischer Tiermediziner
- Gertrud Keck (1927–2019), österreichische Medizinphysikerin
- Gecko Keck (* 1967), deutscher Künstler und Autor
- Hans Keck (1875–1941), deutscher Bildhauer
- Harold Keck (1931–2007), US-amerikanischer Automobilrennfahrer
- Hermann Keck (1919–2010), deutscher Chemiker
- Hieronymus Keck († 1652), deutscher Geistlicher, Dechant von Glatz
- Jean-Christophe Keck (* 1964), französischer Dirigent und Musikwissenschaftler
- Johann Christian Keck (1631–1687), deutscher Dichterjurist und Pädagoge
- Johannes Keck (um 1400–1450), deutscher Benediktiner und Theologe
- John Keck (1931–2015), US-amerikanischer American-Football-Schiedsrichter
- Josef Keck (1950–2010), deutscher Biathlet
- Julius Keck (1869–1924), deutscher Politiker
- Jürgen Keck (* 1961), deutscher Politiker (FDP)
- Karl Keck (Botaniker) (1825–1894), österreichischer Botaniker
- Karl Keck (Maler) (1893–1930), deutscher Landschafts- und Veduten-Maler
- Karl Heinrich Keck (1824–1895), deutscher Schriftsteller und Lehrer
- Karla Keck (* 1975), US-amerikanische Skispringerin
- Lena Keck (* 2000), deutsche Skilangläuferin
- Maria Barbara Keck, deutsche Buntpapier-Verlegerin
- Markus Keck (1967–1996), deutscher Badmintonspieler
- Martin Keck (* 1968), deutscher Psychiater
- Maximilian Keck (* 1990/1991), deutscher Fechter
- Michael Keck (* 1969), deutscher Badmintonspieler
- Michael Keck von Keck (1783–1840), österreichischer Generalmajor
- Otto Keck (Maler) (1873–1948), deutscher Maler
- Otto Keck (* 1944), deutscher Politikwissenschaftler
- Paul Keck (Maler) (1904–1973), deutscher Maler
- Paul Keck (Gewerkschafter) (1905–1963), deutscher Gewerkschaftsfunktionär und Politiker (KPD/SED)
- Peter Keck (* 1935), deutscher Maler
- Rudolf W. Keck (1935–2023), deutscher Pädagoge und Hochschullehrer
- Sandra Keck (* 1967), deutsche Sängerin, Schauspielerin, Regisseurin und Autorin
- Tauhiti Keck (* 1994), tahitischer Fußballspieler
- Thomas Keck (Drehbuchautor) (1931–2015), deutscher Drehbuchautor, Synchronregisseur und Synchronsprecher
- Thomas Keck (Schauspieler) (* 1956), österreichisch-deutscher Schauspieler und Regisseur, siehe Ronald M. Schernikau #Freunde – Literaten – Bezugsautoren
- Thomas Keck (Politiker) (* 1963), deutscher Politiker (SPD), Oberbürgermeister von Reutlingen
- Thomas Keck (Handballspieler) (* 1999), deutscher Handballspieler
- Tobias Keck (* 1971), deutscher Chirurg
- Ursula Keck (* 1963), deutsche Politikerin
- Wilhelm Keck (Ingenieur) (1841–1900), deutscher Ingenieur und Hochschullehrer
- Wilhelm Keck (Beamter) (1920–2000), deutscher Bahnbeamter und Verbandsfunktionär
- William Myron Keck (1880–1964), US-amerikanischer Unternehmer